# Улытау (национальный парк)
Государственный национальный природный парк «Улытау» (каз. «Ұлытау» мемлекеттік ұлттық табиғи паркі) — национальный парк в Улытауском районе Улытауской области Казахстана. Основан согласно Постановлению Правительства Казахстана № 867 от 7 декабря 2021 года путем реорганизации Улытауского хозяйства по охране лесов и животного мира. Постановление вступило в силу 1 января 2022 года. В территорию национального парка вошёл одноимённый заказник площадью 19 300 га.
Национальный парк создан для восстановления и сохранения экосистем и природных комплексов горно-степного массива Улытау, а также повышения туристского потенциала региона.